# Bliss (película de 2021)
Bliss es una película dramática estadounidense de 2021 escrita y dirigida por Mike Cahill. Está protagonizada por Owen Wilson y Salma Hayek, y sigue a un hombre de mediana edad (Wilson), recientemente divorciado y distanciado, que sufre un brote psicótico cuando es despedido de un trabajo infeliz. Se hace amigo de una mujer sin hogar (Hayek), y poco a poco se va hundiendo en lo que parece ser una adicción a las drogas. Le cuesta distinguir la realidad de la fantasía. El espectador se pregunta si realmente está atrapado en una simulación capa sobre capa o si está experimentando una psicosis inducida por drogas.
La película inicialmente tiene como objetivo retratar al personaje de Wilson como un soñador divorciado con exceso de trabajo, perdido y confundido, mientras mantiene una relación tensa con sus hijos adultos. Luego se convierte en una historia psicológica emocionalmente frenética, donde el espectador es atraído junto con los personajes y se le deja decidir qué es "real" y qué puede ser una realidad simulada. Fue estrenada el 5 de febrero de 2021 en Amazon Prime Video y recibió reseñas en su mayoría negativas de los críticos, quienes la compararon desfavorablemente con The Matrix. 

## Reparto
- Owen Wilson como Greg Wittle
- Salma Hayek como Isabel Clemens
- Nesta Cooper como Emily Wittle
- Jorge Lendeborg Jr. como Arthur Wittle
- Ronny Chieng como Kendo
- Joshua Leonard como Cameron
- Steve Zissis como Bjorn

Además, el científico Bill Nye aparece como Chris, mientras que Slavoj Žižek tiene un cameo como él mismo.

## Producción
En junio de 2019, se anunció que Owen Wilson y Salma Hayek se habían unido al elenco de la película, con Mike Cahill dirigiendo un guion que escribió y Amazon Studios distribuyendo la película. Cahill logró elegir a los dos actores principales antes de que vieran el guion, basándose en un discurso de veinte minutos.
La fotografía principal comenzó en Los Ángeles en junio de 2019. El rodaje también tuvo lugar en Split y en la isla de Lopud, Croacia. La melodía 'You and I', que forma parte de la banda sonora, fue interpretada por la cantante principal de Morcheeba, Skye Edwards.

## Estreno
La película se estrenó el 5 de febrero de 2021 por Amazon Prime Video. 